# Giáo hội Syria Malabar

Giáo hội Syria Malabar, còn gọi là Giáo hội Công giáo Syria Malabar, là một giáo hội địa phương nghi lễ tự lập theo truyền thống Kitô giáo Đông phương của Giáo hội Công giáo, chấp nhận quyền lãnh đạo tối cao của giám mục Roma và, do đó, hiệp thông trọn vẹn với Giáo hội Công giáo. Giáo hội Công giáo Syria Malabar được lãnh đạo bởi Tổng giám mục thượng quyền Chính tòa Ernakulam–Angamaly, với ngai tòa đặt tại Nhà thờ chính tòa Syria Malabar Đức Maria, Ernakulam, Kerala, Ấn Độ.
Giáo hội Syria Malabar là giáo hội có lượng giáo dân lớn nhất trong số các giáo hội Công giáo Đông phương. Cụm từ "Syria Malabar" là một hậu tố ám chỉ nền phụng vụ Syria Đông mà Giáo hội sử dụng cũng như bờ biển Malabar (nay gồm một phần tiểu bang Kerala và một phần tiểu bang Tamil Nadu) – nơi phát xuất Giáo hội. Tên gọi Giáo hội Syria Malabar được sử` dụng trong các thư tịch của Tòa Thánh kể từ thế kỷ 19.
Giáo hội Syria Malabar bắt nguồn từ thời thánh Thomas Tông đồ rao giảng Tin Mừng tại Ấn Độ vào thế kỷ 1. Ghi chép sớm nhất về một Hội thánh có tổ chức tại Ấn Độ có niên đại từ thế kỷ 4, khi các thừa sai người Ba Tư theo nghi chế Syria Đông thiết lập Hội thánh Kitô giáo tại khu vực mà ngày nay là tiểu bang Kerala cùng nước Sri Lanka (một bộ phận thừa sai và giáo dân về sau hình thành Hội thánh Cảnh giáo). Bên cạnh đó, Hội thánh Cảnh giáo hiệp thông với Hội thánh Đế quốc La Mã cho đến thế kỷ 5 (sau công đồng chung Ephesus) thì ly khai, chủ yếu vì lý do chính trị và bất đồng trong quan điểm Kitô học. Giáo hội Syria Malabar sử dụng một biến thể của Nghi chế Syria Đông có nguồn gốc từ thành Edessa và vùng Thượng Lưỡng Hà vào thế kỷ 3; do đó, Giáo hội Syria Malabar là một bộ phận của Hội thánh Kitô giáo Syria về chiều kích phụng vụ cũng như chiều kích di sản.
Sau cuộc Ly giáo năm 1552, Hội thánh Cảnh giáo phân ly thành nhiều hệ phái, trong đó có một bộ phận hiệp thông với Tòa Thánh vào năm 1553 và về sau trở thành Giáo hội Công giáo Chaldaea. Trong suốt nửa cuối thế kỷ 16, Hội thánh tại Malabar lệ thuộc Tổng giáo phận Angamaly của Giáo hội Công giáo Chaldaea. Công nghị Diamper năm 1599 bãi bỏ Tổng giáo phận Angamaly, đặt Hội thánh Malabar dưới quyền bính của Tổng giáo phận Cranganor lệ thuộc Tòa giáo trưởng Goa của Giáo hội Latinh và theo Chế độ bảo trợ Bồ Đào Nha. Vào năm 1653, sau nửa thế kỷ chịu sự cai quản của các nhà truyền giáo theo Chế độ Bảo trợ, các giáo dân bản địa đã nổi dậy và lập lời thề Thập giá Kunan. Trước tình thế đó, Giáo tông Alexander VII, với sự trợ giúp của các nhà truyền giáo dòng Cát Minh, đã thành công hòa nhập một lượng lớn những người bất đồng chính kiến vào Địa phận Malabar của Giáo hội Latinh (trực thuộc Tòa Thánh), khi đó do Giám mục Parambil Chandy lãnh đạo. Từ thế kỷ thế kỷ 17 đến cuối thế kỷ 18, Tổng giáo phận Angamaly thuộc thẩm quyền Giáo hội Chaldaea, tuy nhiên sau đó tổng giáo phận này đã được sáp nhập vào Tổng giáo phận Verapoly thuộc Giáo hội Latinh ngày nay.
Giáo hội Syria Malabar có 5 tổng giáo phận đô thành  cùng 10 giáo phận lệ thuộc tại tiểu bang Kerala và 21 giáo phận ngoài tiểu bang Kerala (trong đó có 4 giáo phận ngoài lãnh thổ Ấn Độ). Thượng Hội đồng Giám mục Syria Malabar là cơ quan nắm thẩm quyền tối cao của Giáo hội, được triệu tập và chủ trì bởi tổng giám mục thượng quyền căn cứ theo giáo luật. Giáo phủ Tổng giám mục thượng quyền của Giáo hội có trụ sở tại Kakkanad, thành phố Kochi, tiểu bang Kerala.